# Дворец Пхая Тхай
Дворец Пхая Тхай (тайск. วังพญาไท Wang Phaya Thai) — резиденция, построенная для короля Чулалонгкорна (1853—1910), также известного как Рама V. Именно во дворце он вместе со своей семьей проводил выходные дни. Дворец Пхая Тхай был построен в западноевропейском архитектурном стиле на берегу канала Самсен в 1909 году, за год до смерти Рамы V. Дворец даже был подготовлен для проведения церемонии королевской пахоты, которая обычно проводится во время ежегодного Королевского дня Пахоты. Фестиваль традиционно символизирует начало нового сельскохозяйственного сезона, связанного с посевом риса. Король Рама V недолго прожил во дворце. После смерти Рамы V новый король Рама VI приказал снести все дворцовые постройки кроме зала Девараджа Сабхарамая (Devaraja Sabharamaya) и Тронного зала. Под его руководством практически весь дворец был отремонтирован.
Король Рама VII преобразовал дворец в отель «International» — самый роскошный отель в Юго-Восточной Азии. Затем дворец Пхая Тхай стал местом для первой тайской радиостанции, которая работала во дворце на протяжении пяти лет. После смены правительства в 1932 году в нём разместилась клиника Королевской армии Таиланда. В настоящее время исторический комплекс частично отреставрирован. Здесь проводятся туристические экскурсии, продаются путеводители по дворцу, а также любой желающий может пожертвовать денежные средства на реставрацию.